# 国民協成会
国民協成会は大韓帝国末期の1910年に一進会の日韓併合請願に支持を表明しながら併合を推進するために結成された団体である。

## 概要
同時期に組職された国民協成進歩会、国民協成同進会とは名前が違うだけで内部的にはほとんど同じ団体であった。発起人は前職官僚である徐彰輔（서창보）。顧問長と総裁には李根命（이근명）、副総裁には李載克（이재극）、会長には閔泳徽が推薦されたが彼らは受諾を拒否した。
1910年3月に結成された当時、徐彰輔はこの団体に加入すれば月給があり官職も得ると宣伝しながら会員を募集した。4月9日には総会を開催して、この時から大韓帝国内閣と統監府、日本政府、日本の併合派団体に合併の早期の実施を要求する手紙を送り始めた。
しかし5月からは財政問題で困難になり始めて活動がとだえだした。会員の一人である沈日澤（심일택）が日本の合併論者たちと事前に論議して韓国平和協会を発起して本格的な併合運動を広げながら国民協成会会員たちを吸収したことも影響があった。
臨時総会で組職を再整備した後、日韓併合直前の7月14日にも日韓併合の早期実施をもう一度促す内容の手紙を内閣と統監府に送った。この手紙は漢学者である言論人崔永年（최영년）が作成したと知られて警務総監部で調査をしたりした。
日韓併合条約が締結された二日後に会員たちが一進会総務李熙悳（이희덕）の家に集まって各自の未来に対して協議するなど一進会の外郭団体的性格を帯びていた。9月12日に一進会を含めた他の政治団体とともに解体された。

## 参考資料
- 친일인명사전편찬위원회（2004年12月27日）. 《일제협력단체사전 - 국내 중앙편》. 서울: 민족문제연구소. ISBN 8995330724